# Il destino di un soldato
Il destino di un soldato (The Yellow Birds) è un film del 2017 diretto da Alexandre Moors.
Il film è basato sul romanzo Yellow Birds del reduce di guerra Kevin Powers, pubblicato nel 2012. Fanno parte del cast principale Alden Ehrenreich, Tye Sheridan, Jack Huston, Jennifer Aniston, Toni Collette e Jason Patric.

## Trama
Due giovani soldati, Bartle e Murphy, stringono amicizia durante il loro addestramento, prima di essere inviati a combattere in Iraq. Ingenui ed impreparati a qualcosa più grande di loro, i due vagano tra gli orrori della guerra sotto la guida del duro sergente Sterling. Ma solo Bartle tornerà a casa, portando con sé i traumi della guerra e il dolore per la scomparsa dell'amico.

## Produzione
Inizialmente Benedict Cumberbatch e Will Poulter dovevano far parte del cast, ma hanno abbandonato il progetto a causa di alcuni ritardi di produzione e sono stati sostituiti da Jack Huston e Alden Ehrenreich.
Le riprese sono iniziate in Marocco ad ottobre 2015 e sono terminate a gennaio 2016. Le riprese hanno avuto luogo anche ad Atlanta e a Santa Clarita in California.

## Distribuzione
Il film è stato presentato in anteprima il 21 gennaio al Sundance Film Festival 2017.

## Riconoscimenti
- 2017 - Sundance Film Festival
  - U.S. Dramatic Special Jury Award for Cinematography a Daniel Landin